# 分化轉移
分化转移又称谱系重编程，是指一个成熟体细胞在不经历中间多能状态或前体细胞类型的情况下，转变为另一个成熟体细胞的过程。它是一种化生，包括所有的细胞命运扭转，包括干细胞的相互转化。目前分化转移的用途包括疾病建模和药物发现，未来可能包括基因治疗和再生医学。“分化转移”一词最初是由Selman和Kafatos在1974年创造的，用来描述细胞特性的变化，当时他们做了角质层产生细胞变成分泌盐的细胞的实验。

## 发现
Davis等人于1987年报告了第一例细胞从一种成体细胞类型向另一种成体细胞类型转化的分化转移。研究发现，强迫小鼠胚胎成纤维细胞表达MyoD足以使这些细胞变成成肌细胞。

## 自然界的例子
除了灯塔水母和同為燈塔水母屬的另一物種 T. dohrnii，一种理论上永生的水母之外，还没有已知的成年细胞在自然界中发生分化转移的例子。而绝大部分的情况是细胞先进行去分化，然后再分化成我们感兴趣的细胞类型。在蝾螈中，当眼球晶状体被摘除时，色素上皮细胞先进行去分化，然后再分化成晶状体细胞。在胰腺中，已经证明了在健康和糖尿病的人和小鼠的胰岛中，α细胞可以自发地改变命运并分化转移为β细胞。
虽然以前认为食道细胞是由平滑肌细胞的分化转移而来，但这一观点被证明是错误的。

## 诱导和治疗的例子
Ferber等人提供了功能性分化转移的第一个例子，他们通过诱导肝脏细胞的发育命运发生转变，并将其转化为“胰岛β细胞样”细胞。这些细胞被诱导了广泛的、功能性的和持久的分化转移过程，减少了高血糖对糖尿病小鼠的影响。此外，分化转移所产生的β样细胞被发现对1型糖尿病的自身免疫性攻击有抵抗作用。
第二步是在人体标本中进行分化转移。Sapir等人透過单基因转导肝细胞，诱导人肝细胞分化转移为人的β细胞。
这种方法已在小鼠、大鼠、非洲爪蟾和人体组织中被證實有效。
肝细胞分化转移的过程如下：通过对糖尿病患者进行肝活检取得肝细胞，进行体外培养和扩增，用PDX1病毒转导，使之分化转移为产生胰岛素的功能细胞，再移植回患者体内。通过诱导敲除FOXL2基因，成年雌鼠卵巢的颗粒细胞和卵泡膜细胞可以分化转移为塞尔托利氏细胞和莱迪希细胞。同样，成年雄性小鼠睪丸中的塞尔托利氏细胞可以通过诱导敲除DMRT1基因分化转移为颗粒细胞。

## 面临的问题
分化轉移需要經過繁雜的細胞程序，而科學家在實驗中無法做到無耗損的分化轉移，讓我們需要更多時間去了解其原理。